# Casa Nelson W. Aldrich
La Casa Nelson W. Aldrich, también conocida como la Casa Dr. SB Tobey, es una casa de estilo federal en 110 Benevolent Street en el vecindario College Hill de la ciudad de Providence, la capital del estado de Rhode Island (Estados Unidos). La casa fue el hogar de Nelson W. Aldrich, un senador de los Estados Unidos desde 1881 hasta 1911. Aldrich fue una figura dominante y controvertida en el Senado, ejerciendo un control significativo sobre el proceso legislativo. Esta casa, una de las dos propiedades sobrevivientes asociadas con Aldrich, fue declarada Monumento Histórico Nacional en 1976. Ahora es una casa museo operada por la Sociedad Histórica de Rhode Island.

## Historia

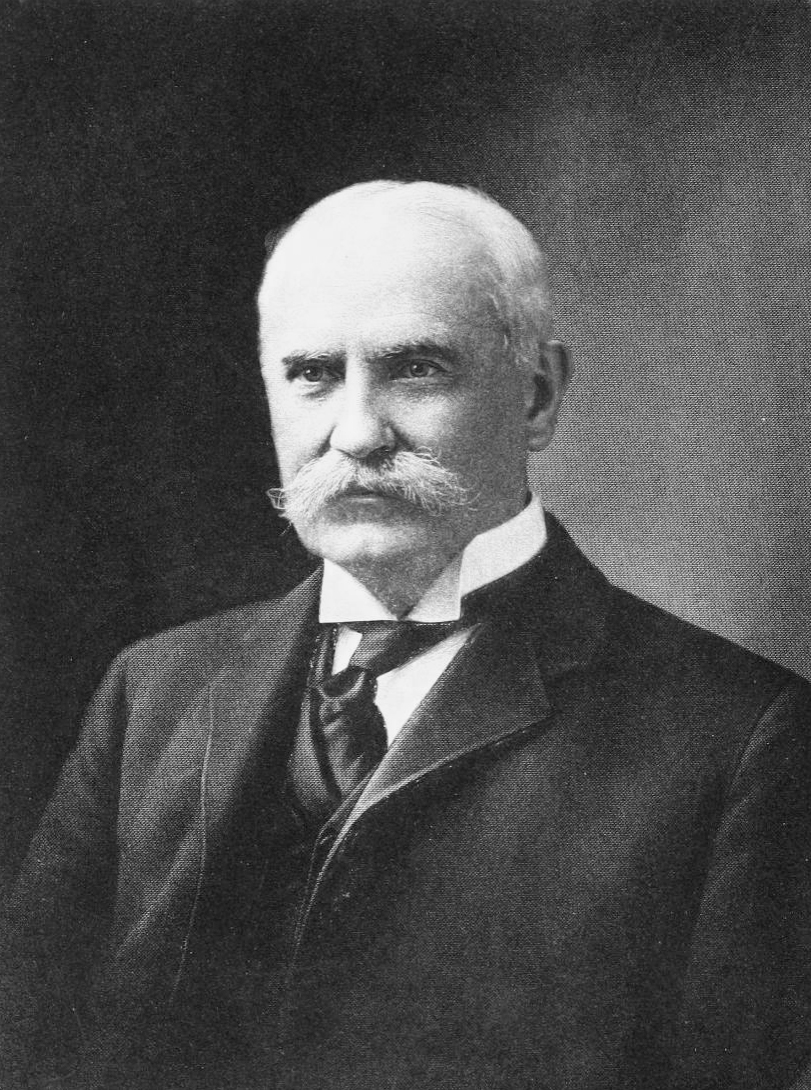
Nelson W Aldrich

Robert S. Burroughs contrató a John Holden Greene para construir la casa en 1821. La casa pasó por varios dueños antes de que Aldrich la comprara. En algún momento antes de 1838, Burroughs la amplió. La fecha exacta en que comenzó el mandato de Aldrich en la casa es incierta: algunas fuentes citan una escritura de 1902 que registra su compra, mientras que el biógrafo de Aldrich, Arthur Johnson, afirma que la familia se mudó a esta casa en la década de 1890.
En 1905, Aldrich hizo que sus arquitectos preferidos, Stone, Carpenter & Willson, remodelaran completamente la casa. Las alteraciones exteriores más notables incluyen la adición de un tercer piso y varios porches. Aldrich hizo de esta casa su residencia principal hasta su muerte en 1915. La hija de Aldrich, Abby, se casó con John D. Rockefeller, Jr. El vicepresidente Nelson Rockefeller recibió su nombre de su abuelo Aldrich. El hijo de Abby, Winthrop, transfirió la casa a la Sociedad Histórica de Rhode Island en 1974, y Aldrich House sirve actualmente como la sede de la Sociedad y ofrece exhibiciones históricas cambiantes de Rhode Island.
La casa fue declarada Monumento Histórico Nacional e incluida en el Registro Nacional de Lugares Históricos en 1976.

## Descripción
El bloque principal de la casa es una estructura de estructura de madera de tres pisos que descansa sobre una base de ladrillo estucado. Tiene cubierta a cuatro aguas de poca pendiente, con cúpula en la parte superior y dos chimeneas a los lados. Hay porches a los lados, de los cuales se ha cerrado el de la derecha. El bloque principal tiene cinco tramos de ancho y cuatro de profundidad, y está revestido con tablillas de madera con cantoneras en las esquinas. La línea del techo está decorada con modillones y un friso dentado, con una barandilla baja de madera que se extiende alrededor del techo. La entrada principal está protegida por un pórtico sostenido por pares de columnas dóricas, con una ventana palladiana en el segundo nivel superior y una ventana más pequeña de tres partes en el tercer nivel.
Tres alas se extienden desde la parte trasera de la casa. La investigación de la escritura indica que el gran ala de tres pisos inmediatamente en la parte trasera se construyó en la década de 1850. Las decoraciones de esta ala son ligeramente más sencillas que las del bloque principal, pero las barandillas del techo hacen juego. Una adición de dos pisos se extiende más atrás de este codo, y una tercera adición encierra un espacio detrás del porche cerrado del lado derecho.